# ブルドゥル県
ブルドゥル県（ブルドゥルけん、トルコ語: Burdur ili）は、トルコ南部、地中海地方の県。県都はブルドゥル。北にアフィヨン、東にウスパルタ、南にアンタルヤ、南西にムーラ、西にデニズリと接している。
ブルドゥルはトルコの『湖水地方』に位置しており、大小いろいろな大きさの湖がある。ブルドゥル湖はこの県名から名づけられている。また、県内二番目の大きさのサルダ湖は 世界でも最もきれいな湖の一つである。

## ギャラリー

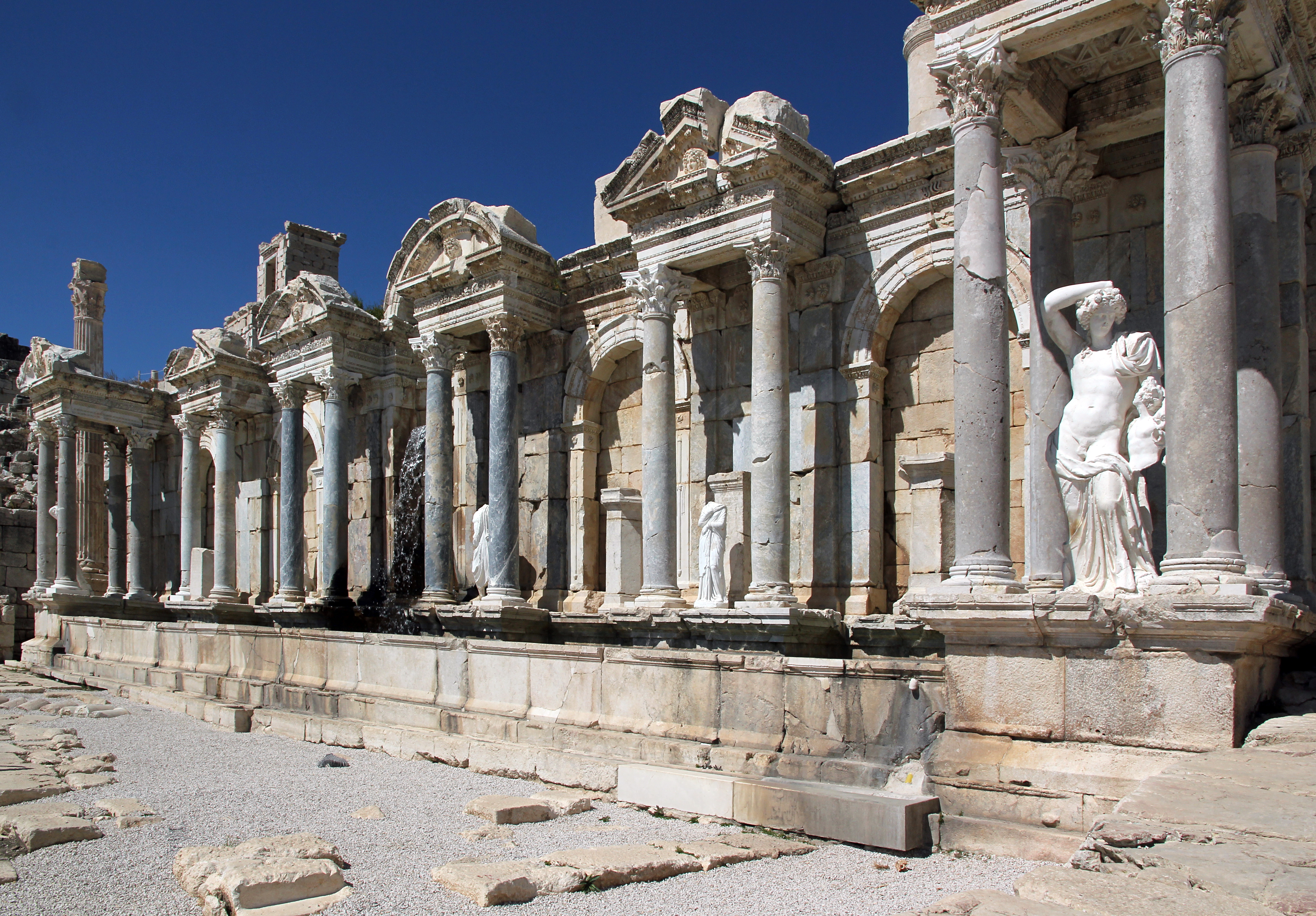
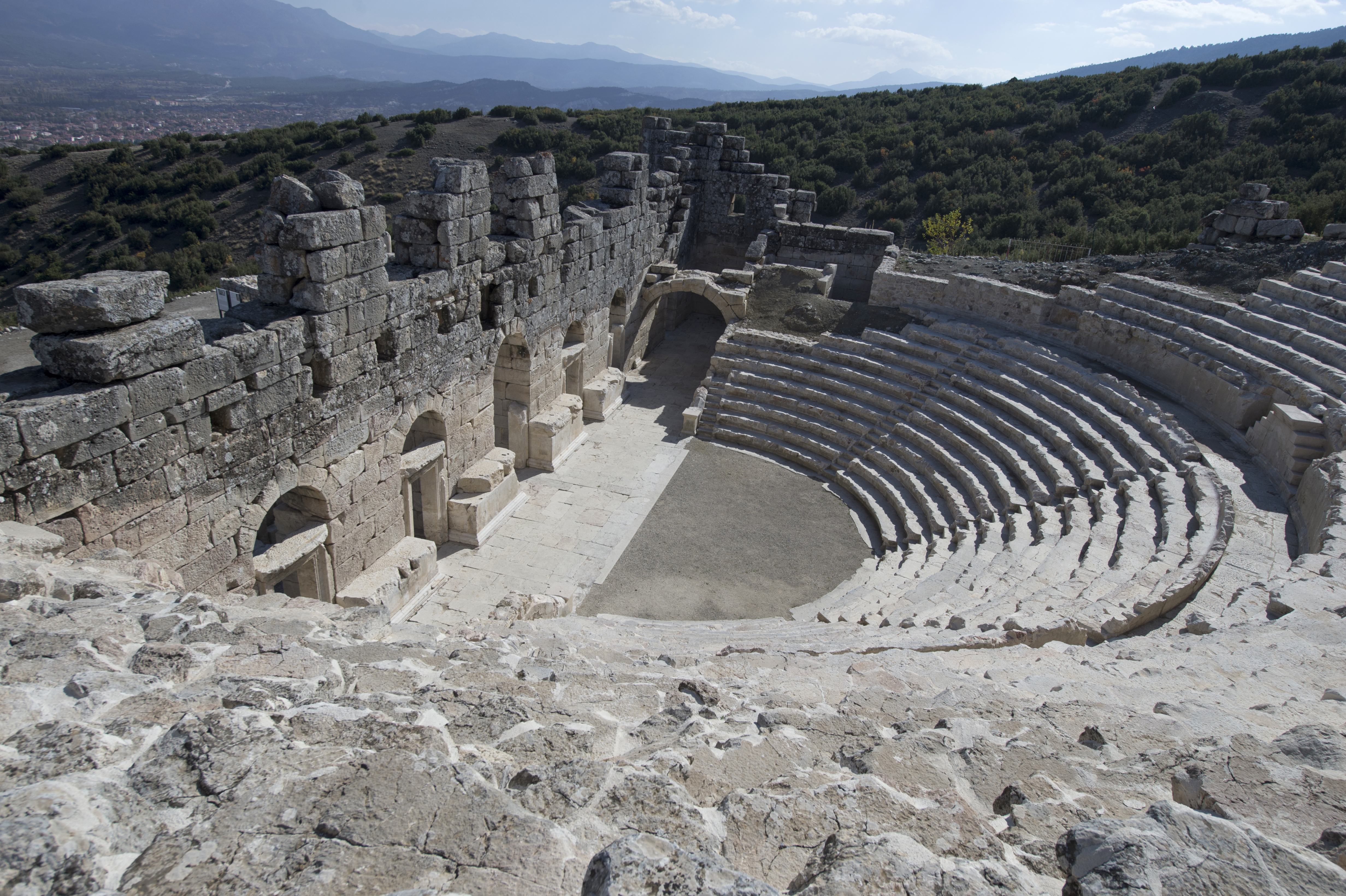
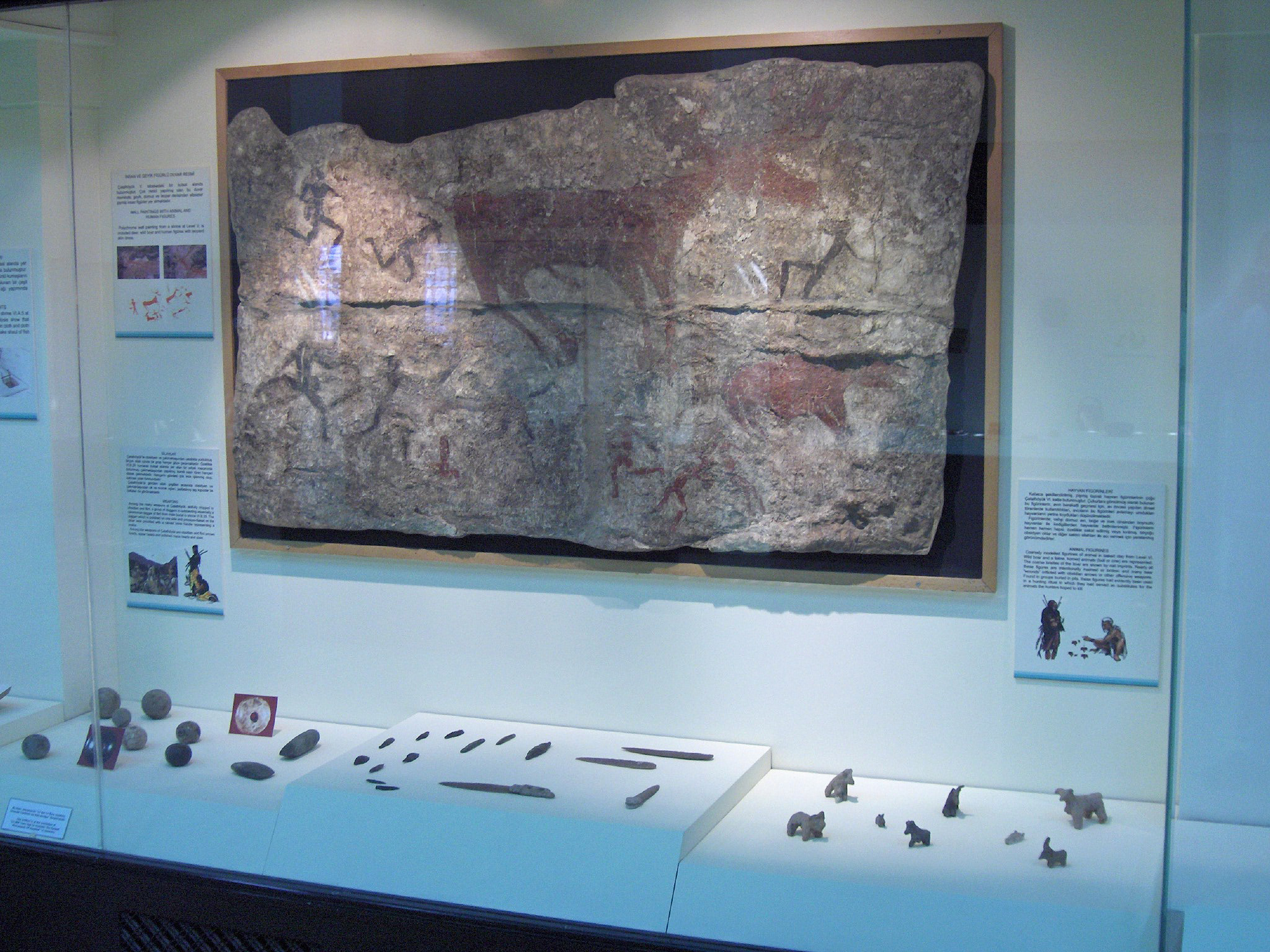

## 市町村

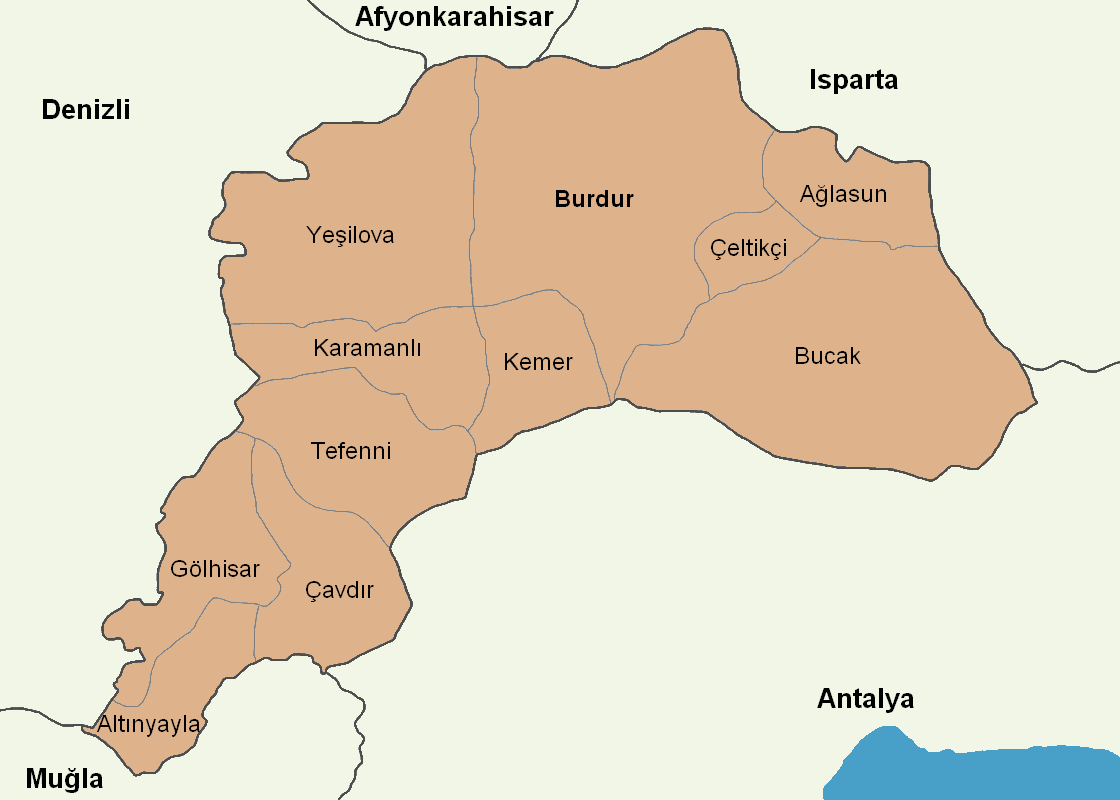

ブルドゥル県には11の下位自治体がある。
- ブルドゥル（Burdur）
- アーラスン（Ağlasun）
- アルトゥンヤイラ（Altınyayla）
- ブジャク（Bucak）
- チャヴドゥル（Çavdır）
- チェルティクチ（Çeltikçi）
- ギョルヒサール（Gölhisar）
- カラマンル（Karamanlı）
- ケメル（Kemer）
- テフェンニ（Tefenni）
- イェシロヴァ（Yeşilova）